# قائمة الشركات المدرجة في بورصة لندن
قوائم الشركات المدرجة في بورصة لندن وفقًا المؤشر:
- الشركات المكوّنة لمؤشر FTSE 100
- الشركات المكوّنة لمؤشر FTSE 250

## روابط خارجية
- الشركات المدرجة في بورصة لندن